# Quatro Pontes
Quatro Pontes é um município brasileiro do estado do Paraná com população estimada em 4.480 habitantes, de acordo com o Censo Demográfico do IBGE de 2022. Sua área é de 114 km² representando 0.0574% do Estado, 0.0203% da Região e 0.0013% de todo o território brasileiro e seu Índice de Desenvolvimento Humano (IDH) é de 0.791 segundo o Atlas de Desenvolvimento Humano/PNUD (dados de 2010), sendo o terceiro maior do estado do Paraná.

## Geografia

### Localização
Quatro Pontes está situado no extremo Oeste do Estado do Paraná, em torno do ponto 24º35' de latitude sul e 54º00' de longitude Oeste, a uma amplitude média de 410 metros sobre o nível do mar.
Pertence à Mesorregião Geográfica do Oeste Paranaense, polarizada pelo município de Cascavel, localizando-se mais especificamente na Microrregião do município de Toledo.
Distante apenas 6 km do município de Marechal Cândido Rondon, com a qual mantém uma estreita vinculação; 30 km do município de Toledo e 580 km da Capital, Curitiba. Limita-se ao Norte com os Municípios de Marechal Cândido Rondon e Nova Santa Rosa, ao Leste e Sul com o Município de Toledo e a Oeste com o Município de Marechal Cândido Rondon.
O Município possui uma área total de 149 km².
As Rodovias BR 163 e PR 239, que atravessam o Município de leste a oeste, são as principais vias de acesso, interligando os Municípios de Marechal Cândido Rondon ao Oeste, e Toledo a Leste.

### Relevo
Quatro Pontes possui um relevo suave, apresentando um espigão central aplainado de 410 metros de altitude e, lateralmente a este, em direção aos cursos de água, se manifestam leves declividades.
Quatro Pontes possui um relevo predominantemente plano, com mais de 70 % de sua área em condições de permitir o cultivo mecanizado.

### Geologia
Quatro Pontes está compreendido no grande derrame de lavas de basalto, que constituem o Grupo São Bento, produzido na Era Mesozoica.

### Solos
Quatro Pontes predominam os tipos de solo Terra Roxa Estruturada e Latossolo Roxo, originados ambos pela decomposição do basalto. São solos profundos, de boa fertilidade, que apresentam grande aptidão para a agricultura.

### Clima
Clima subtropical Úmido Mesotérmico, com verões quentes com tendência de concentração das chuvas (temperatura média superior a 22 °C), invernos com geadas pouco frequentes (Temperatura média inferior a 18 °C), sem estação seca definida.

### Hidrografia
Os rios da região desembocam diretamente no Rio Paraná (Lago de Itaipu), pertencendo à bacia hidrográfica "Paraná III", entre as bacias do Rio Piquiri, ao norte, e a bacia do Rio Iguaçu, ao sul.
O rio mais importante do Município é o Arroio Guaçu, que faz parte do limite norte e leste, com os Município de Nova Santa Rosa e Toledo.
Outros cursos d'água são o Arroio Quatro Pontes e Lajeado Itá  que delimitam a área suburbana do Município: Arroio Fundo, Arroio Marreco e Lajeado Três Voltas.

### Vegetação
A região de Quatro Pontes apresentava uma exuberante floresta de matas da qual, hoje, restam apenas vestígios, limitados a poucos hectares, em algumas fazendas da região. A exploração madeireira, primeiramente, e a exploração agropecuária posterior, provocaram essa alteração na paisagem, reduzindo as matas nativas a menos de 2% da área do território. Nos fundos de vale raramente se observam matas ciliares.

## Economia
Em relação ao uso Industrial, existem dentro da área urbana duas instalações de moinhos e algumas pequenas indústrias, próximas à Avenida Presidente Epitácio. Está definido também um parque industrial, localizado contíguo à zona urbana, na saída para Toledo, onde já estão instaladas indústrias como a Cia Lorenz que tem uma produtividade diária de 600 toneladas ao dia, como a maltodextrina, féculas modificadas para Indústrias de diversos Países como os da Ásia, África, Europa, EUA e Canadá. O município possui também cerâmicas e feculária, localizadas em área próxima à PR 239 e BR 467.

### Setor Leiteiro
Quatro Pontes possui uma das maiores e melhores bacias leiteiras, produzindo atualmente 11 milhões de litros ano e que com um pouco de esforço e investimento poderá aumentar para 15 milhões de litros ano.
Este potencial poderia ser usado para indústria de queijos, iogurtes, bebidas lácteas, etc., com incremento do setor e sua industrialização, teremos 600 famílias envolvidas direta e indiretamente.

### Piscicultura
Até o final do ano de 1997, o município tinha cerca de 50 hectares de açudagem em produção. Produção: 50 Ha x 8 Ton x 1,6 ao ano = 640 ton/ano. 
Em 2019, o município teve uma produção de 2300,2 toneladas de pescados (carpa e tilápia).

### Gado de Corte
Tendo em vista o grande potencial de gado leiteiro, temos a necessidade de abater grande número de animais, seja machos ou fêmeas para descarte. Possuímos um mini-frigorífico o qual poderá ser ampliado e modernizado, bastando para isso recursos e apoio dos órgãos públicos. Sua capacidade será de 250 cabeças/semana, a ser implantado, podendo gerar de 30 a 40 empregos diretos.

## Esporte, cultura e lazer
Em relação aos espaços para atividades de lazer, o município oferece algumas opções, contando com a Praça Cristo Rei, no centro, o Ginásio de Esportes Paulinho Hoffmann, o Ginásio de Esportes do Complexo Escolar, a sede Social e Campestre do Clube Social Cultural Quatro Pontes, o Centro de Eventos, onde são levados a efeito os eventos do Município, além das Associações de moradores de todas as linhas do município.